# Чебоксарское сельское поселение
Чебоксарское се́льское поселе́ние — муниципальное образование в Новошешминском районе Татарстана Российской Федерации.
Административный центр — село Чувашская Чебоксарка.

## История
Статус и границы сельского поселения установлены Законом Республики Татарстан от 31 января 2005 года № 36-ЗРТ «Об установлении границ территорий и статусе муниципального образования "Новошешминский муниципальный район" и муниципальных образований в его составе».

## Население
| 2010 | 2011 | 2012 | 2013 | 2014 | 2015 | 2016 |
| ---- | ---- | ---- | ---- | ---- | ---- | ---- |
| 574  | ↘573 | ↘550 | ↘531 | ↘516 | ↗519 | ↘512 |
| 2017 | 2018 |      |      |      |      |      |
| ↘500 | ↘495 |      |      |      |      |      |

## Состав сельского поселения
| № | Населённый пункт     | Тип населённого пункта       | Население |
| - | -------------------- | ---------------------------- | --------- |
| 1 | Благодаровка         | посёлок                      |           |
| 2 | Русская Чебоксарка   | село                         |           |
| 3 | Татарское Алкино     | посёлок                      |           |
| 4 | Чувашская Чебоксарка | село, административный центр |           |